# Begowica (schronisko)
Begowica także Kamenica (bułg. Беговица) – schronisko turystyczne w Bułgarii, położone w paśmie górskim Piryn na wysokości 1750 m n.p.m., nad lewym brzegiem rzeki Begowica.
Schronisko to powstało w 1966 roku, wybudowane przez spółkę turystyczną Edełwajs. Schronisko Begowica posiada prąd i wodę, wyposażona jest w łazienki, kuchnię, pralnię, restaurację.

## Szlaki turystyczne
- Sandanski – Polina łyka (18 km) – kamienny szlak (12 km) – niebieski szlak: od schroniska Jane Sandanski do schroniska Begowica.